# ROYAL JELLY→
『ROYAL JELLY→』（ローヤル・ゼリ→）は、日本のロックバンド、ゼリ→のベストアルバム。2002年12月18日発売。発売元は東芝EMI。レコード会社の垣根を越えたベスト盤であり、インディーズ〜東芝EMI〜青空レコード時代の作品から構成され、未発表曲/未CD化曲も収録されている。初回限定盤には王冠ステッカー同封。PV集「ROYAL JELLY→ V」が同時発売。

## 収録曲
1. JET GLASS (2:36)
（作詞・作曲：ヤフミ）
2. ROCKER (STUD BULL Ver.) (2:15)
（作詞：ヤフミ/作曲：カズキ）
3. RODEO RADIO (2:54)
（作詞：ヤフミ/作曲：ユータロー）
4. おもちゃのピストル (3:19)
（作詞：ヤフミ/作曲：カズキ）
5. 光を放つように (GANG MIX) (2:49)
（作詞：ヤフミ/作曲：ユータロー）
6. MY WAY (3:18)
（作詞：ヤフミ/作曲：カズキ）
7. 落書きナイフと不良少年 (3:19)
（作詞・作曲：ヤフミ）
8. イナズマ (2:48)
（作詞：ヤフミ/作曲：ユータロー）
9. BAD AS I WANNA BE (2:22)
（作詞：ヤフミ/作曲：カズキ）
10. 次の晴れた日に (3:07)
（作詞：ヤフミ/作曲：カズキ）
11. TWO WATER FLOW (3:48)
（作詞・作曲：ヤフミ）
12. 0℃ (NEW MIX) (3:07)
（作詞・作曲：ヤフミ）
13. SISSY DUCK (2:34)
（作詞：ヤフミ/作曲：カズキ）
14. GENERATION MUSIC (1:55)
（作詞：ヤフミ/作曲：カズキ）
15. REVOLVER (4:23)
（作詞：ヤフミ/作曲：ユータロー）
16. ブリキのココロ (4:07)
（作詞・作曲：ヤフミ）
17. BANK HUNTER (3:29)
（作詞：ヤフミ/作曲：ユータロー）
野外ライブ「ALL TOMORROWS' PARTIES」にて「銀行強盗」というタイトルで初披露された曲。アレンジや詞は異なる。
18. NITRO GANG (2:25)
（作詞・作曲：ヤフミ）
19. Silver Fox Falls Into A Pitfall (2:46)
（作詞：ヤフミ/作曲：カズキ）
20. LONDON NIGHT MOVIE (3:49)
（作詞：ヤフミ/作曲：カズキ）
21. 6/8 (Live) (5:06)
（作詞・作曲：ヤフミ）
22. And Myself (3:48)
（作詞・作曲：ヤフミ）
野外ライブ「ALL TOMORROWS' PARTIES」にて初披露された曲。未発表音源。
23. ALL TOMORROWS' PARTIES (2:27)
（作詞・作曲：ヤフミ）
野外ライブ「ALL TOMORROWS' PARTIES」にて入場者に配布されたカセットテープをCD化。